# برباره لاغوا
برباره لاغوا (بالإسبانية: Barbara Lagoa)‏ هي قاضية أمريكية ولدت في يوم 2 نوفمبر 1967 في مدينة ميامي لعائلة كوبية أمريكية، اختارها الرئيس الأمريكي دونالد ترامب لتكون قاضية الدائرة الحادية عشر لتكون أول هسبانية تشغل هذا المنصب. حسب بعض الأخبار أنها إحدى مرشحات ترامب لتكون إحدى القاضيات في المحكمة العليا للولايات المتحدة خلفاً لروث بادر غينسبورغ.